# Protracheoniscus komareki
Protracheoniscus komareki is een pissebed uit de familie Trachelipodidae. De wetenschappelijke naam van de soort is voor het eerst geldig gepubliceerd in 1941 door Frankenberger.